# Будинок по вулиці Загорівській, 16
Будинок по вулиці Багговутівській, 16 (відомий також як садиба Багговута) — житловий будинок у Шевченківському районі міста Києва, на вулиці Загорівській. Зведений наприкінці XIX століття, має статус пам'ятки архітектури місцевого значення. Є зразком особнякової забудови Лук'янівки і Татарки.

## Історія
Будинок зведений наприкінці XIX століття. За поширеною легендою належав або Леонтію Багговуту, першопоселенцю вулиці, чиїм ім'ям названо вулицю, або генералу Олександру Багговуту. Втім, в історичних джерелах немає жодного підтвердження, що будинком володіла особа на прізвище Багговут. За дореволюційною нумерацією будинок мав № 12. Станом на 1899 рік, за даними адресної книги «Весь Київ» ним та сусіднім будинком № 10 володіла Протозанова Єфросинія Яківна. У 1901 році ці два будинки перейшли у власність до Івана Івановича Орлова, який не пізніше 1905 року продав будинок № 12 Олександрі В'ячеславівні Ковтун (або Ковшун), удові ротмістра. До 1917 року власники будинку неодноразово змінювалися.
Станом на початок XXI століття будинок перебував у комунальній власності та поступово руйнувався. У березні 2014 року його, та закинутий сусідній будинок № 16-б придбала компанія «РТ Девелопмент», а 2015 року Київська міська рада передала даному підприємству і відповідну земельну ділянку «для обслуговування та експлуатації адміністративних будівель на вул. Багговутівській, 16» (рішення № 432/1297 від 21 квітня 2015 року). У січні 2018 року будинок отримав охоронний договір, за яким власник будинку зобов'язався провести його реставрацію та відновлення. За даними експертизи, проведеної «УкрНДІПроектРеставрація», будинок станом на 2018 рік перебував у вкрай незадовільному стані, перекриття і дах частково зруйновані, велика  імовірність руйнування стін будинку. Проект реставрації розробило бюро «КТК Буд».
У 2018 році компанія «РТ Девелопмент» отримала містобудівні умови та обмеження на дану ділянку, а в 2019 році цільове призначення ділянки в орендному договорі змінили на «обслуговування та експлуатацію багатофункціонального комплексу». В листопаді 2020 року ДАБІ видала дозвіл на будівництво біля старовинного особняка 24-поверхового житлового комплексу. Київські активісти з охорони культурної спадщини, зокрема, громадська діячка Олена Терещенко-Єскіна, вважають, що замість реставрації особняка забудовник може його знести.
У жовтні 2023 року Прокуратура міста Києва в судовому порядку зажадала від суб'єкта господарювання привести до належного стану цей будинок, який має статус щойно виявленого об’єкта культурної спадщини.

## Опис
Одноповерховий цегляний будинок, розташований на червоній лінії забудови. Асиметричний десятивіконний фасад вирішений у стилі історизму з елементами модерну, розчленований вертикально рустованими пілястрами, завершується карнизом із дентикулами. Характерною особливістю будинку є віконні сандрики у вигляді рустованих архівольтів із замковими каменями. Головний вхід розташований праворуч від центральної осі та підкреслений невисоким аттиком. Портал входу також декорований рустованим архівольтом, над входом, в аттику — кругла люкарна. Первісно будинок був нетинькований та нефарбований.

## Галерея

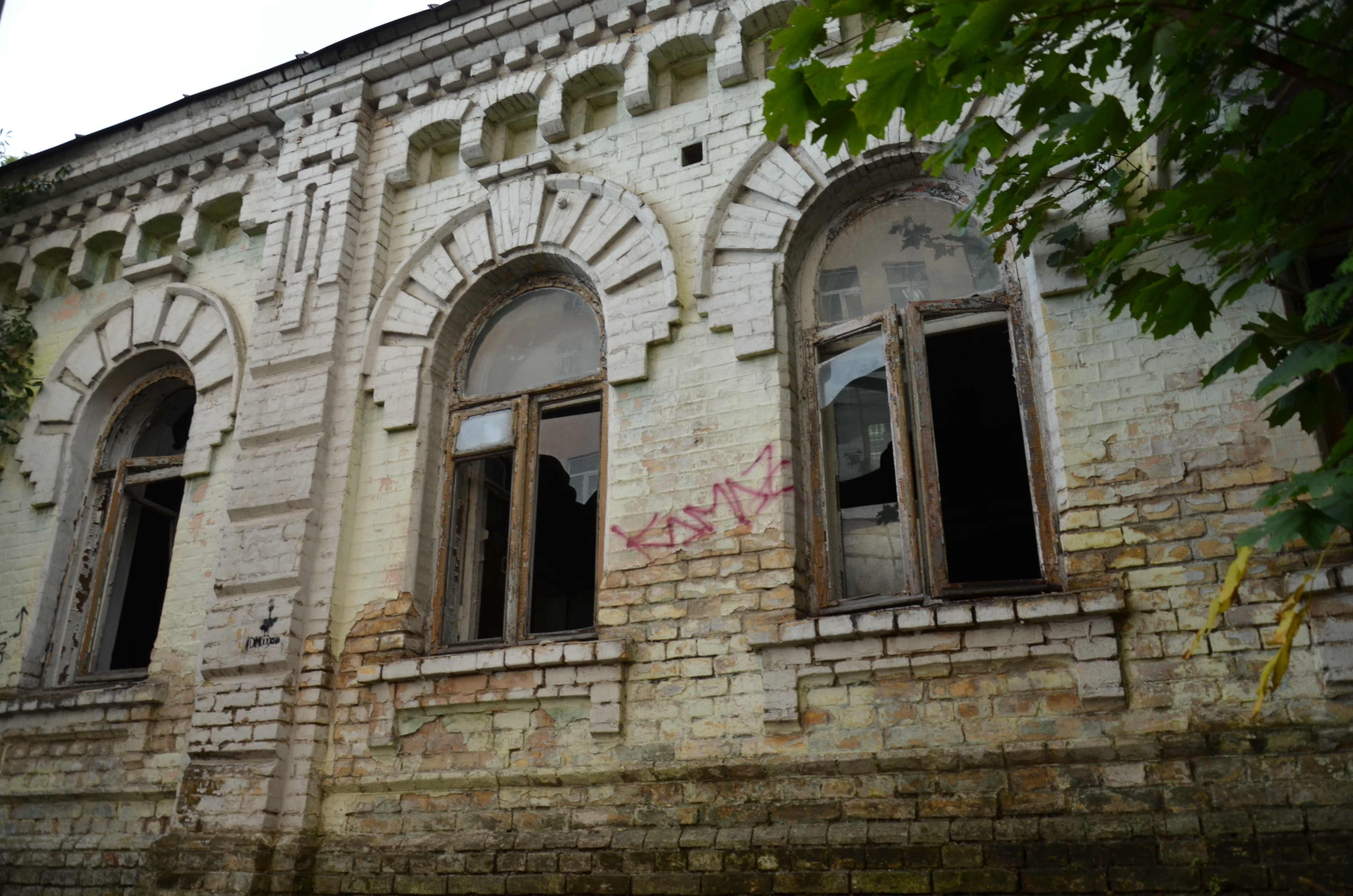
Вікна будинку
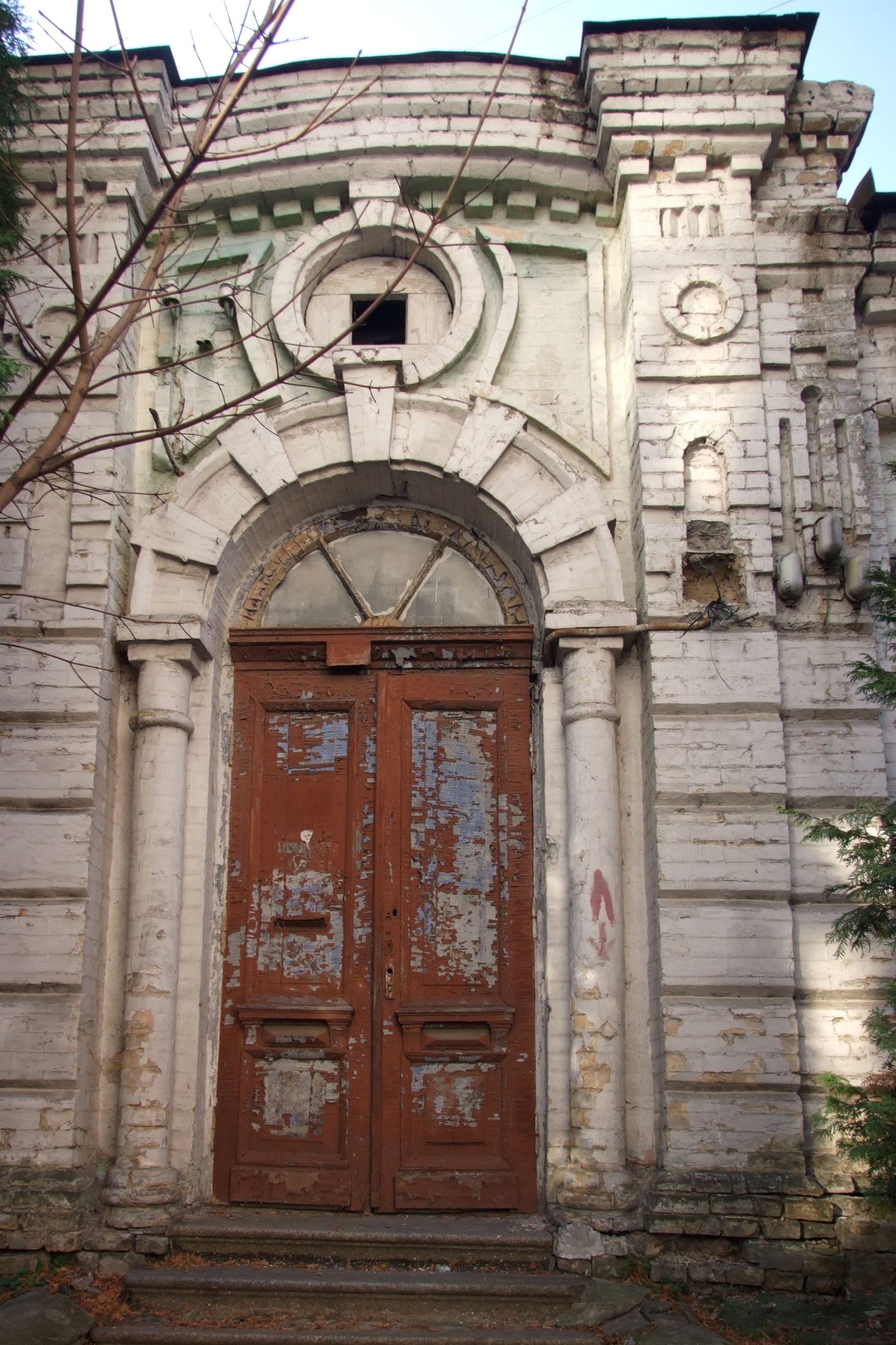
Вхідний портал